# Ренцетти, Донато
Донато Ренцетти (итал. Donato Renzetti; род. 30 января 1950, Милан) — итальянский дирижёр.
Окончил Миланскую консерваторию по классам дирижирования и композиции. В 1980 г. выиграл в Италии Конкурс дирижёров имени Гвидо Кантелли. Уже первая запись Ренцетти — музыка Роберта Шумана к поэме Байрона «Манфред» с оркестром Ла Скала — удостоилась премии итальянских музыкальных критиков. Ренцетти много работает как оперный дирижёр, сотрудничая с неаполитанским театром Сан-Карло, венецианским Ла Фениче, Большим театром в Палермо; до 1995 — главный дирижёр Арена ди Верона, Ренцетти дирижировал «Аидой» как на этой площадке, так и в египетском Луксоре.